# Standerdmolen Sint Annaland
Standerdmolen Sint Annaland is de aanduiding van de naamloze standerdmolen aan de Molendijk in Sint-Annaland in de Nederlandse provincie Zeeland.
De molen werd waarschijnlijk rond 1684 gebouwd. De molen werd in 1966 ingrijpend gerestaureerd. Hierbij werden de verhoudingen van de molen enigszins gewijzigd. In 2005 en 2006 heeft de molen andermaal een grote restauratie ondergaan. De molen is lang bemalen door de familie Kodde. Een telg uit dit geslacht stelt de molen als vrijwillig molenaar in bedrijf gesteld. De eigenaar is de gemeente Tholen.
De molen is heeft twee koppels maalstenen. De roeden van de molen zijn bijna 22 meter lang en zijn voorzien van het oudhollands hekwerk met zeilen.